# Leominster (Massachusetts)
Leominster es una ciudad ubicada en el condado de Worcester en el estado estadounidense de Massachusetts. En el censo de 2010 tenía una población de 40.759 habitantes y una densidad poblacional de 530,18 personas por km².

## Geografía
Leominster se encuentra ubicada en las coordenadas 42°31′15″N 71°46′15″O / 42.52083, -71.77083. Según la Oficina del Censo de los Estados Unidos, Leominster tiene una superficie total de 76,86 km², de la cual 74,63 km² corresponden a tierra firme y (2,9%) 2,23 km² es agua.

## Demografía
Según el censo de 2010, había 40.759 personas residiendo en Leominster. La densidad de población era de 530,28 hab./km². De los 40.759 habitantes, Leominster estaba compuesto por el 83,85% blancos, el 5,05% eran afroamericanos, el 0,18% eran amerindios, el 2,76% eran asiáticos, el 0,06% eran isleños del Pacífico, el 5,28% eran de otras razas y el 2,82% pertenecían a dos o más razas. Del total de la población el 14,48% eran hispanos o latinos de cualquier raza.